# 一色数馬
一色 数馬（いっしき かずま、生年不明 - 天正18年（1590年））は、安土桃山時代の武将。後北条氏の家臣。実名は不明。下総国木野崎城主。
出自は一色氏庶流である幸手一色氏の傍流か。
現在の千葉県野田市木野崎に城を構えていた。天正18年（1590年）、小田原征伐により豊臣軍の侵攻を受け、木野崎付近で交戦したものの敗北し、付近の寺院に逃れて自害したと言い伝えられている。